# Den stora blå vägen
Den stora blå vägen är ett studioalbum från 1991 av Staffan Hellstrand.
Staffan Hellstrand hade debuterat som soloartist två år tidigare med Hemlös, där texterna var av Dan Andersson och musiken av olika kompositörer. Den stora blå vägen är hans första soloalbum med egna låtar. Det är ett huvudsakligen akustiskt album med folkmusikinfluenser. Multiinstrumentalisten Christer Åberg medverkade, vilket präglade arrangemangen och ljudbilden.
Låtarna "Hela vägen hem", "Klockorna", och "Sharon"  gavs ut som singlar. 

## Låtlista
Musik och text av Staffan Hellstrand där inget annat anges.
| Nr  | Titel                   | Längd | Notering                             |
| --- | ----------------------- | ----- | ------------------------------------ |
| 1.  | Barnens dag             | 3:15  |                                      |
| 2.  | Hela vägen hem          | 3:03  |                                      |
| 3.  | Den stora blå vägen     | 3:45  |                                      |
| 4.  | Sörmlands heta jord     | 3:41  |                                      |
| 5.  | När våren går på vallen | 3:53  |                                      |
| 6.  | De hemlösas hav         | 1:51  | Instrumental. Musik: Christer Åberg. |
| 7.  | Sharon                  | 3:27  |                                      |
| 8.  | Hela gatan går igen     | 2:46  |                                      |
| 9.  | Min lilla angora        | 3:28  |                                      |
| 10. | Klockorna               | 3:04  |                                      |
| 11. | Låt det inte dö         | 4:42  |                                      |

## Medverkande
- Staffan Hellstrand: sång, gitarr, orgel, munspel, piano
- Christer Åberg: dragspel, bouzouki, bodhran, fiol, gitarr, slidegitarr, kör
- Patrik Sventelius: bas, kör
- Johan Nyström: trummor

- Maximilian Bratt: kör, Staffan Dahling: gitarr, Backa Hans Eriksson: kontrabas, Mats "Magic" Gunnarsson: tenorsax, Amadou Jah: bothey, talking drum, Cherno Jah: bothey, Sammy Kasule: bothey, Peter LeMarc: kör, Mia Lindgren: kör, Anna Nederdal: kör,  Mikael Solén: kör
- Matts Arnberg: violin, Lena Kuusiniemi: violin, Henrik Petersen: violin, Per Högberg: viola, Håkan Olsson: viola, Klas Gagge: cello och stråkarrangemang.

## Listplaceringar
| Lista (1991) | Position |
| ------------ | -------- |
| Sverige      | 45       |

### Fotnoter
1. ↑  Information i Svensk mediedatabas.
2. ↑  Information i Svensk mediedatabas.
3. ↑  Information i Svensk mediedatabas.
4. ↑  Information i Svensk mediedatabas.
5. ↑  Listplacering